# 서울특별시의 유형문화유산 (1980년대~1990년대)
서울특별시 유형문화유산은 시도지정문화유산 중에서 서울특별시에 있는 유산을 의미한다.

## 지정 목록

### 1980년대 지정
| 번호 | 사진 | 명칭 | 소재지                                             | 관리자 (단체)              | 지정일                                                             | 참조 |
| 39호 |      | 약사사삼층석탑 (藥師寺三層石塔)                                                                            | 서울 강서구 개화동 322-2                           | 약사사                     | 1980년 6월 11일 지정                                               |      |
| 40호 |      | 약사사 석불입상 (藥師寺 石佛立像)                                                                          | 서울 강서구 개화동 332-2                           | 약사사                     | 1980년 6월 11일 지정, 2009년 6월 4일 명칭 변경                     | ,    |
| 41호 |      | 화산군 이연 신도비 (花山君 李渷 神道碑)                                                                    | 서울 서대문구 북가좌동 75-122                      | 서대문구                   | 1980년 6월 11일 지정, 2008년 10월 30일 명칭 변경                   | ,    |
| 42호 |      | 구영릉석물 (舊英陵石物)                                                                                    | 서울 동대문구 청량리동 산1-157 세종대왕기념관 경내 | 세종대왕기념사업회         | 1980년 6월 11일 지정, 2002년 3월 15일 명칭 변경                    | ,    |
| 43호 |      | 연령군 이훤 신도비 (延齡君 李昍 神道碑)                                                                    | 서울 노원구 공릉동 육군사관학교                    | 육군사관학교               | 1980년 6월 11일 지정, 2008년 10월 30일 명칭 변경                   | , ,  |
| 44호 |      | 상봉동오층석탑 (上鳳洞五層石塔)                                                                            | 서울 중랑구 상봉동 344-1                           | 한독약품                   | 1980년 10월 23일 지정, 1993년 4월 3일 해제, 소재지 이전(충북 음성) |      |
| 45호 |      | 상봉동석제태실신석 (上鳳洞石製胎室身石)                                                                    | 서울 중랑구 상봉동 344-1                           | 한독약품                   | 1980년 10월 23일 지정, 1993년 4월 3일 해제, 소재지 이전(충북 음성) |      |
| 46호 |      | 상봉동석등(하대석) (上鳳洞石燈(下臺石))                                                                    | 서울 중랑구 상봉동 344-1                           | 한독약품                   | 1980년 10월 23일 지정, 1993년 4월 3일 해제, 소재지 이전(충북 음성) |      |
| 47호 |      | 상봉동전수덕사사리탑 (上鳳洞傳修德寺舍利塔)                                                                | 서울 중랑구 상봉동 344-1                           | 한독약품                   | 1980년 10월 23일 지정, 1993년 4월 3일 해제, 소재지 이전(충북 음성) |      |
| 48호 |      | 전주이씨광평대군파묘역 (全州李氏 廣平大君派 墓域)                                                          | 서울 강남구 수서동 산10-1                          | 광평대군파종중             | 1981년 2월 5일 지정                                                |      |
| 49호 |      | 봉천동 마애미륵불좌상 (奉天洞 磨崖彌勒佛坐像)                                                              | 서울 관악구 봉천동 산4-9                           | 관악구                     | 1982년 11월 13일 지정, 2009년 6월 4일 명칭 변경                    | ,    |
| 50호 |      | 양효공 안맹담과 정의공주 묘역 (良孝公 安孟聃과 貞懿公主 墓域) (Tombs of An Maeng-dam and Princess Jeongui) | 서울 도봉구 방학동 산63-1                          | 안민영외17명               | 1982년 11월 13일 지정, 2008년 10월 30일 명칭 변경                  | ,    |
| 51호 |      | 기기국번사창 (機器局 飜沙廠)                                                                               | 서울 종로구 삼청동 28-1                            | 한국은행                   | 1982년 12월 17일 지정                                              |      |
| 52호 |      | 승가사승가굴관음보살상                                                                                     | 서울 종로구 구기동 산2                             | 승가사                     | 1983년 9월 9일 지정, 1989년 4월 10일 해제, 보물 1000호로 승격      |      |
| 53호 |      | 중명전 (重明殿)                                                                                            | 서울 중구 정동 1-11                                | 문화재청                   | 1983년 11월 11일 지정, 2007년 2월 7일 해제, 사적 124호에 포함      |      |
| 54호 |      | 창빈 안씨 묘역 (昌嬪 安氏 墓域)                                                                            | 서울 동작구 동작동 국립묘지                        | 전주이씨덕흥대원군파종친회 | 1983년 11월 11일 지정, 2008년 10월 30일 명칭 변경                  | ,    |
| 55호 |      | 정간공 이명 묘역 (貞簡公 李蓂 墓域)                                                                        | 서울 노원구 월계동 산767-2                         | 예안이씨이조판서공파       | 1983년 11월 11일 지정, 2008년 10월 30일 명칭 변경                  | ,    |
| 56호 |      | 종묘 어정 (宗廟 御井)                                                                                      | 서울 종로구 훈정동 66-5 종묘                       | 종로구                     | 1983년 11월 11일 지정, 2008년 10월 30일 명칭 변경                  | ,    |
| 57호 |      | 우암 송시열 집터 (尤菴 宋時烈 집터)                                                                        | 서울 종로구 명륜1가 5-99                           | 종로구                     | 1984년 7월 5일 지정, 2008년 10월 30일 명칭 변경                    | ,    |
| 58호 |      | 수표석 | 서울 동대문구 청량리동 838                         | 서울특별시                 | 1984년 11월 3일 지정, 1985년 12월 5일 해제, 보물 838호로 승격      | ,    |
| 59호 |      | 충헌공 김구 묘역 (忠憲公 金構 墓域)                                                                        | 서울 송파구 방이동 몽촌토성내                      | 청풍김씨종친회             | 1984년 11월 3일 지정, 2008년 10월 30일 명칭 변경                   | ,    |
| 60호 |      | 성안공 상진 묘역 (成安公 尙震 墓域)                                                                        | 서울 서초구 서초동 산152-5                         | 학교법인상문고등학교       | 1984년 11월 3일 지정, 2008년 10월 30일 명칭 변경                   | ,    |
| 61호 |      | 동래정씨임당공파묘역 (東萊 鄭氏 林塘公派 墓域)                                                             | 서울 동작구 사당동 산32-2                          | 동래정씨문중               | 1984년 11월 3일 지정                                               |      |
| 62호 |      | 수죽정공신도비 (水竹鄭公神道碑)                                                                            | 서울 동작구 사당동 산32                            | 동래정씨문중               | 1984년 11월 3일 지정                                               |      |
| 63호 |      | 제곡정공신도비 (濟谷鄭公神道碑)                                                                            | 서울 동작구 사당동 산32                            | 동래정씨문중               | 1984년 11월 3일 지정                                               |      |
| 64호 |      | 봉은사선불당 (奉恩寺選佛堂)                                                                                | 서울 강남구 삼성동 73                              | 봉은사                     | 1985년 12월 5일 지정                                               | ,    |
| 65호 |      | 화계사대웅전 (華溪寺大雄殿)                                                                                | 서울 강북구 수유동 487                             | 화계사                     | 1985년 12월 5일 지정                                               | ,    |
| 66호 |      | 흥천사극락보전 (興天寺極樂寶殿)                                                                            | 서울 성북구 돈암동 595                             | 흥천사                     | 1985년 12월 5일 지정                                               | ,    |
| 67호 |      | 흥천사명부전 (興天寺冥府殿)                                                                                | 서울 성북구 돈암동 595                             | 흥천사                     | 1985년 12월 5일 지정                                               | ,    |
| 68호 |      | 봉원사대웅전                                                                                               | 서울 서대문구 봉원동 1                             | 봉원사                     | 1985년 12월 5일 지정, 1993년 9월 23일 해제, 화재로 소실            | ,    |
| 69호 |      | 충숙이공영정 (忠肅李公影幀)                                                                                | 서울 노원구 하계동 산16                            | 이상원                     | 1988년 4월 20일 지정                                               |      |
| 70호 |      | 충숙공 이상길 묘역 (忠肅公 李尙吉 墓域)                                                                    | 서울 노원구 하계동 산16-1                          | 벽진이씨충숙공파종회       | 1988년 4월 20일 지정, 2008년 10월 30일 명칭 변경                   | ,    |
| 71호 |      | 옛제일은행본점 (옛 第一銀行本店)                                                                           | 서울 중구 충무로1가 53                             | 제일은행                   | 1989년 5월 25일 지정                                               |      |
| 72호 |      | 뚝도수원지제1정수장 (뚝도水源池第1淨水場)                                                                  | 서울 성동구 성수동1가 642                          | 뚝도수원지사무소           | 1989년 9월 11일 지정                                               |      |
| 73호 |      | 탑골공원팔각정 (塔골公園八角亭)                                                                            | 서울 종로구 종로2가 38                             | 종로구                     | 1989년 9월 11일 지정                                               |      |

### 1990년대 지정
| 번호  | 사진 | 명칭                                                                                 | 소재지                                        | 관리자 (단체)                  | 지정일                                                                                 | 참조 |
| 74호  |      | 순흥안씨 양도공파 묘역 (順興安氏 良度公派 墓域)                                      | 서울 금천구 시흥동 산126-1                    | 순흥안씨양도공파종회           | 1990년 6월 18일 지정                                                                   |      |
| 75호  |      | 지장사 철불좌상 (地藏寺 鐵佛坐像)                                                    | 서울 동작구 동작동 산44-7 국립묘지내          | 지장사                         | 1991년 5월 28일 지정                                                                   | ,    |
| 76호  |      | 홍무 25년 장흥사 명 동종 (洪武 25年 長興寺 銘 銅鐘)                                  | 서울 강남구 삼성동 73                         | 봉은사                         | 1991년 5월 28일 지정                                                                   | ,    |
| 77호  |      | 풍산심씨문정공파묘역 (豊山 沈氏 文靖公派 墓域)                                       | 서울 강서구 방화동 산152-5일대                | 풍산심씨종친회                 | 1991년 12월 24일 지정, 2014년 10월 23일 지정내역 변경                                  | ,    |
| 78호  |      | 신선경과 유인호 묘역 (慎先庚과 柳仁濠 墓域) (Tombs of Sin Seon-gyeong and Ryu In-ho) | 서울 송파구 오금동 51                         | 거창신씨종친회, 문화유씨종친회 | 1991년 12월 24일 지정, 2008년 10월 30일 명칭 변경                                      | ,    |
| 79호  |      | 문양군 류희림 묘역 (文陽君 柳希霖 墓域)                                              | 서울 송파구 오금로 363 (오금동, 오금근린공원) | 문화유씨종친회                 | 2013년 7월 18일 지정                                                                   |      |
| 80호  |      | 여계묘역 (呂稽 墓域)                                                                 | 서울 구로구 고척동 산6-3                      | 함양여씨종친회                 | 1991년 12월 24일 지정, 2008년 10월 30일 명칭 변경                                      | ,    |
| 81호  |      | 남지기로회도 (南池耆老會圖)                                                          | 서울 동대문구 제기동 122-164                  | 서정철                         | 1992년 12월 28일 지정                                                                  |      |
| 82호  |      | 목장지도 (牧場地圖)                                                                  | 서울 서초구 반포동 산60-1                     | 국립중앙도서관                 | 1992년 12월 28일 지정, 2008년 12월 22일 해제, 보물 1595-1호로 승격                     |      |
| 83호  |      | 봉은사 판전 현판 (奉恩寺 板殿 懸板)                                                  | 서울 강남구 삼성동 73                         | 봉은사                         | 1992년 12월 28일 지정, 2009년 6월 4일 명칭 변경                                        | ,    |
| 84호  |      | 대방광불화엄경수소연의초목판 (大方廣佛華嚴經隨疏演義初木版)                          | 서울 강남구 삼성동 73                         | 봉은사                         | 1992년 12월 28일 지정, 2009년 6월 4일 명칭 변경                                        | ,    |
| 85호  |      | 성시헌 익사공신록 (成時憲 翼社功臣錄)                                                | 서울 양천구 목1동 목동파라곤 105-1501         | 이양재                         | 1992년 12월 28일 지정, 2010년 6월 10일 해제, 소재지 이전(제주, 부산)                   | ,    |
| 86호  |      | 열조통기 (列朝通記)                                                                  | 서울 양천구 목1동 목동파라곤 105-1501         | 이양재                         | 1992년 12월 28일 지정, 2010년 6월 10일 해제, 소재지 이전(제주, 부산)                   | ,    |
| 87호  |      | 김양보호성공신록 (金良輔扈聖功臣錄)                                                  | 서울 종로구 가회동 1-11                       | 강태영                         | 1992년 12월 28일 지정                                                                  |      |
| 88호  |      | 상설고문진보대전 (詳設古文眞寶大全)                                                  | 서울 종로구 가회동 1-11                       | 강태영                         | 1992년 12월 28일 지정                                                                  |      |
| 89호  |      | 보타사 마애좌상 (普陀寺 磨崖坐像)                                                    | 서울 성북구 안암동5가 7                       | 학교법인승가학원               | 1993년 4월 3일 지정, 2009년 6월 4일 명칭 변경, 2014년 7월 2일 해제, 보물 1828호로 승격 | ,    |
| 90호  |      | 광주이씨광릉부원군파묘역 (廣州李氏광릉府院君派墓域)                                  | 서울 강동구 암사동 산12-4외                   | 광주이씨광릉부원군파종회       | 1993년 4월 3일 지정                                                                    |      |
| 91호  |      | 양호거사비 (楊鎬去思碑)                                                              | 서울 서대문구 남가좌동 50-3                   | 학교법인명지학원               | 1993년 4월 3일 지정                                                                    |      |
| 92호  |      | 대성사 목불좌상 (大聖寺 木佛坐像)                                                    | 서울 서초구 서초동 산141-4외                  | 대성사                         | 1993년 4월 3일 지정, 2007년 9월 13일 지정대상 변경                                     | ,    |
| 93호  |      | 원지동석불입상및석탑 (院趾洞石佛立像및石塔)                                          | 서울 서초구 원지동 362-4, 362-5               | 서초구청                       | 1993년 4월 3일 지정                                                                    |      |
| 94호  |      | 효간공 이정영 묘역 (孝簡工 李正英 墓域)                                              | 서울 동작구 사당4동 산44-7                    | 전주이씨함풍군파종회           | 1994년 5월 10일 지정, 2008년 10월 30일 명칭 변경                                       | ,    |
| 95호  |      | 충익공 신경진 묘역 (忠翼公 申景禛 墓域)                                              | 서울 중랑구 망우동 산69-1                     | 평산신씨충장공파종중           | 1995년 1월 15일 지정, 2008년 10월 30일 명칭 변경                                       | ,    |
| 96호  |      | 문희공 유창 묘역 (文僖公 劉敞 墓域)                                                  | 서울 강동구 상일동 190                        | 강릉유씨대종회                 | 1995년 1월 25일 지정, 2008년 10월 30일 명칭 변경                                       | ,    |
| 97호  |      | 오공신회맹축 (五功臣會盟軸)                                                          | 서울 강남구 역삼동 797-3                      | 이항증                         | 1996년 9월 30일 지정                                                                   |      |
| 98호  |      | 보문사 석가불도 (普門寺 釋迦佛圖)                                                    | 서울 성북구 보문동3가 168번지                 | .                              | 1996년 9월 30일 지정, 2009년 6월 4일 명칭 변경                                         | ,    |
| 99호  |      | 보문사 신중도 (普門寺 神衆圖)                                                        | 서울 성북구 보문동3가 168                     | 보문사                         | 1996년 9월 30일 지정, 2009년 6월 4일 명칭 변경                                         | ,    |
| 100호 |      | 보문사 지장시왕도 (普門寺 地藏十王圖)                                                | 서울 성북구 보문동3가 168                     | 보문사                         | 1996년 9월 30일 지정, 2009년 6월 4일 명칭 변경                                         | ,    |
| 101호 |      | 국기복색소선 및 사절복색자장요람 (國忌服色素膳 및 四節服色資粧要覽)                  | 서울 용산구 청파동2가 53-12                   | 숙명여대박물관                 | 1996년 9월 30일 지정                                                                   |      |
| 102호 |      | 오운정 (五雲亭)                                                                      | 서울 종로구 세종로 1                          | 종로구                         | 1997년 12월 31일 지정                                                                  |      |
| 103호 |      | 침류각 (枕流閣)                                                                      | 서울 종로구 세종로 1                          | 종로구                         | 1997년 12월 31일 지정                                                                  |      |
| 104호 |      | 정정공 강사상 묘역 (貞靖公 姜士尙 墓域)                                              | 서울 관악구 신림동 산107-2                    | 진주강씨대사간공파             | 1997년 12월 31일 지정, 2008년 10월 30일 명칭 변경                                      | ,    |
| 105호 |      | 효민공 이경직 묘역 (孝敏公 李景稷 墓域)                                              | 서울 관악구 남현동 산57-10                    | 전주이씨우곡공파               | 1997년 12월 31일 지정, 2008년 10월 30일 명칭 변경                                      | ,    |
| 106호 |      | 전주 이씨 영해군파 묘역 (全州 李氏 寧海君派 墓域)                                    | 서울 도봉구 도봉동 산81-1                     | 전주이씨영해군파               | 1997년 12월 31일 지정, 2008년 10월 30일 명칭 변경                                      | ,    |
| 107호 |      | 태종왕지윤림분 (태종왕지윤림분)                                                      | 서울 종로구 신교동 산3-2                      | 심복덕                         | 1998년 12월 26일 지정                                                                  |      |
| 108호 |      | 조아통상조약(한문, 아문) (朝俄通商條約)                                              | 서울 서초구 반포동 산60-1                     | 국립중앙도서관                 | 1998년 12월 26일 지정                                                                  |      |
| 109호 |      | 조영통상조약(영문) (朝英通商條約)                                                    | 서울 서초구 반포동 산60-1                     | 국립중앙도서관                 | 1998년 12월 26일 지정                                                                  |      |
| 110호 |      | 대조선국ㆍ대덕국통상조약(한문, 영문, 독문) (大朝鮮國ㆍ大德國 通商條約)               | 서울 서초구 반포동 산60-1                     | 국립중앙도서관                 | 1998년 12월 26일 지정                                                                  |      |
| 111호 |      | 대한국ㆍ대청국통상조약(한문) (大韓國ㆍ大淸國 通商條約)                               | 서울 서초구 반포동 산60-1                     | 국립중앙도서관                 | 1998년 12월 26일 지정                                                                  |      |
| 112호 |      | 대조선국ㆍ대법민주국통상조약(한문) (大朝鮮國ㆍ大法民主國 通商條約)                   | 서울 서초구 반포동 산60-1                     | 국립중앙도서관                 | 1998년 12월 26일 지정                                                                  |      |
| 113호 |      | 지장사 괘불도 (地藏寺 掛佛圖)                                                        | 서울 동작구 동작동 280                        | 지장사                         | 1999년 5월 19일 지정, 2009년 6월 4일 명칭 변경                                         | ,    |
| 114호 |      | 지장사 아미타불도 (地藏寺 阿彌陀佛圖)                                                | 서울 동작구 동작동 280                        | 지장사                         | 1999년 5월 19일 지정, 2009년 6월 4일 명칭 변경                                         | ,    |
| 115호 |      | 지장사 극락구품도 (地藏寺 極樂九品圖)                                                | 서울 동작구 동작동 280                        | 지장사                         | 1999년 5월 19일 지정, 2009년 6월 4일 명칭 변경                                         | ,    |
| 116호 |      | 지장사 감로도 (地藏寺 甘露圖)                                                        | 서울 동작구 동작동 280                        | 지장사                         | 1999년 5월 19일 지정, 2009년 6월 4일 명칭 변경                                         | ,    |
| 117호 |      | 지장사 지장시왕도 (地藏寺 地藏十王圖)                                                | 서울 동작구 동작동 280                        | 지장사                         | 1999년 5월 19일 지정, 2009년 6월 4일 명칭 변경                                         | ,    |
| 118호 |      | 지장사대웅전신중도 (地藏寺大雄殿神衆圖)                                              | 서울 동작구 동작동 280                        | 지장사                         | 1999년 5월 19일 지정                                                                   |      |
| 119호 |      | 지장사 현왕도 (地藏寺 現王圖)                                                        | 서울 동작구 동작동 280                        | 지장사                         | 1999년 5월 19일 지정, 2009년 6월 4일 명칭 변경                                         | ,    |
| 120호 |      | 지장사 팔상도 (地藏寺 八相圖)                                                        | 서울 동작구 동작동 280                        | 지장사                         | 1999년 5월 19일 지정, 2009년 6월 4일 명칭 변경                                         | ,    |
| 121호 |      | 만월암석불좌상 (滿月庵石佛坐像)                                                      | 서울 도봉구 도봉동 산29                       | 만월암                         | 1999년 5월 19일 지정                                                                   |      |
| 122호 |      | 안양암 마애관음보살좌상 (安養庵 磨崖觀音菩薩坐像)                                    | 서울 종로구 창신동 130-2 안양암내             | 안양암                         | 1999년 11월 15일 지정, 2009년 6월 4일 명칭 변경                                        | ,    |
| 123호 |      | 아미타괘불도 (阿彌陀掛佛圖)                                                          | 서울 종로구 원서동 108-4                      | .                              | 1999년 11월 15일 지정, 2009년 6월 4일 명칭 변경                                        | ,    |